# Madagaskar na Letnich Igrzyskach Paraolimpijskich 2000
Madagaskar na Letnich Igrzyskach Paraolimpijskich 2000 w Sydney reprezentował jeden lekkoatleta. Był to debiut tego państwa na igrzyskach paraolimpijskich. 

## Wyniki

### Lekkoatletyka
| Zawodnik  | Konkurencja            | Eliminacje | Eliminacje | Półfinał | Półfinał | Finał    | Finał   | Źródło |
| Zawodnik  | Konkurencja            | Rezultat   | Miejsce    | Rezultat | Miejsce  | Rezultat | Miejsce | Źródło |
| --------- | ---------------------- | ---------- | ---------- | -------- | -------- | -------- | ------- | ------ |
| Aina Onja | bieg na 100 metrów T11 | 13,98      | 3          | NQ       | NQ       | NQ       | NQ      | [ 2 ]  |